# Christian Wood
Christian Marquise Wood (* 27. September 1995) ist ein US-amerikanischer Basketballspieler. Wood ist 2,08 Meter groß und läuft meist als Center und auch als Power Forward auf. Er spielte in der NCAA für die UNLV Runnin’ Rebels. Nachdem Wood in der NBA-Draft 2015 nicht ausgewählt worden war, schloss er sich den Philadelphia 76ers an.

## Schulzeit
Ursprünglich hat Wood die Los Alamitos High School in seiner Freshman-Saison der High School besucht, zog jedoch um und wechselte für ein Jahr auf die Knight High School in Palmdale (Kalifornien), bevor er erneut die Schule wechselte. Diesmal auf die Findlay Prep in Henderson (Nevada), mit der er 54 Spiele in Folge gewann und 2012 die ESPN National High School Invitational gewann.
Wood wurde vom Basketballdienst Rivals in der Rangliste der besten US-Spieler der Abschlussklasse 2013 an 36. Stelle (Nr. 8 auf seiner Position) geführt. Der Dienst Scout stufte ihn an zehnter Stelle auf seiner Position und ESPN an 71. Stelle im gesamten Jahrgang ein.

## NCAA
Wood spielte von 2013 bis 2015 für die UNLV. Als Freshman bestritt er 30 Spielen, stand zweimal in der Anfangsaufstellung und erzielte im Durchschnitt 4,5 Punkte und 3,2 Rebounds pro Spiel. In seiner Sophomore-Saison kam er in 33 Spielen auf durchschnittlich 15,7 Punkte, 10 Rebounds und 2,7 Blocks pro Spiel. Für diese Leistung wurde er unter die fünf besten Spieler der Mountain West Conference gewählt. Nach seiner zweiten Saison meldete sich Wood für die NBA-Draft 2015 an.

## Profibasketball

### NBA-Draft

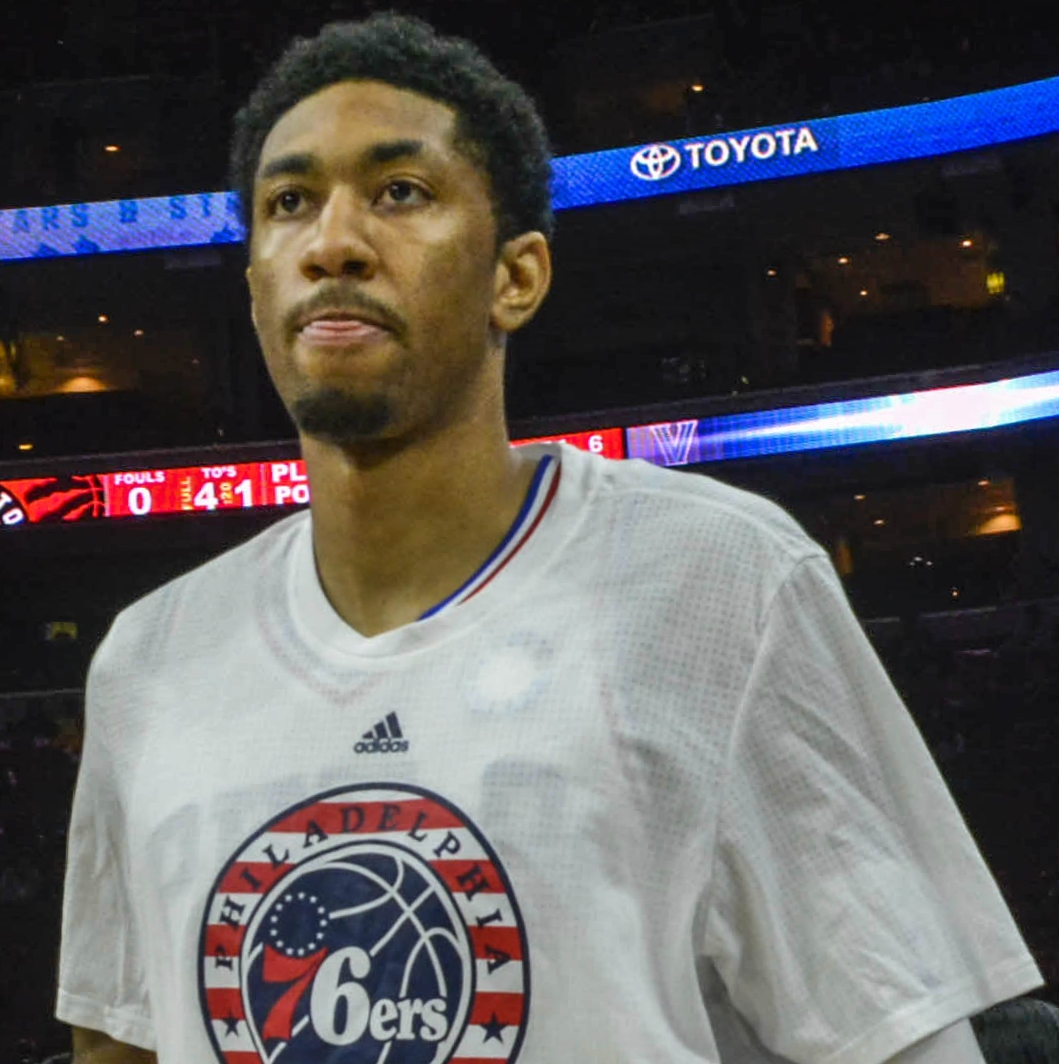
Wood bei den Philadelphia 76ers (2015)

Ursprünglich wurde prognostiziert, dass Wood gegen Ende der ersten Auswahlrunde aufgerufen werden würde, bevor sein Marktwert fiel, was dazu führte, dass ihm dann lediglich ein Platz in der zweiten Runde hervorgesagt wurde. Letztendlich wurde Wood in beiden Runden von keiner Mannschaft ausgewählt. Er schloss sich dann jedoch den Houston Rockets an und nahm mit den Texanern an der NBA Summer League 2015 teil.

### Philadelphia 76ers / Delaware 87ers (2015 bis 2016)
Am 27. September 2015 unterschrieb Wood einen Vertrag bei den Philadelphia 76ers. Am 28. Oktober 2015 stand er gegen die Boston Celtics erstmals in einem NBA-Spiel auf dem Feld, er erhielt fünf Minuten Spielzeit von der Bank zwei Rebounds geholt. Während seiner Rookie-Saison wurde er mehrmals den Delaware 87ers – dem D-League-Team der 76ers – zugewiesen. Am 4. Januar 2016 wurde er von den 76ers entlassen.
Wood setzte seine Saison bei den Delaware 87ers fort. Am 4. März kehrte er mit einem Zehntagesvertrag zu den 76ers zurück. Drei Tage später, am 7. März, wurde Wood erneut von den 76ers entlassen und schloss sich wieder den Delaware 87ers an. Am 27. März wurde er erneut von den Philadelphia 76ers mit einem Zehntagesvertrag ausgestattet, ehe er am 7. April einen Vertrag bis Saisonende unterschrieb.

### Charlotte Hornets / Greensboro Swarm (2016 bis 2017)
Am 14. Juli 2016 wurde Wood von den Charlotte Hornets verpflichtet. Am 7. November gab er während eines 122:100-Siegs gegen die Indiana Pacers sein Debüt für Charlotte. Er stand in dem Spiel rund zwei Minuten auf dem Feld und holte zwei Rebounds. Während seiner Sophomore-Saison wurde Wood mehrmals den Greensboro Swarm – dem D-League-Team der Hornets – zugewiesen.
Nach seiner zweiten Saison in der NBA war er vertragslos. Wood spielte für die Dallas Mavericks und die Phoenix Suns in der Summer League. Er war Teil der Mannschaft Dallas’, die die Summer League gewann.

### Delaware 87ers (2017 bis 2018)
Am 9. August 2017 unterschrieb Wood einen Vertrag bei den Fujian Sturgeons aus der Chinese Basketball Association (CBA). Er spielte jedoch nie für die Mannschaft, die sich von ihm trennte. Im selben Jahr kehrte er zu den Delaware 87ers zurück.

### Milwaukee Bucks / Wisconsin Herd (2018 bis 2019)
Am 14. August 2018 unterzeichnete Wood einen Vertrag bei den Milwaukee Bucks. Seinen Einstand für die Mannschaft gab er am 17. Oktober bei einem Sieg gegen seine frühere Mannschaft, die Charlotte Hornets. Wood erzielte in dieser Begegnung drei Punkte und einen Rebound in fünfminütiger Einsatzzeit. Am 18. März 2019 wurde er aus Milwaukees Aufgebot gestrichen.

### New Orleans Pelicans (2019)
Am 20. März 2019 wurde Wood von den New Orleans Pelicans verpflichtet. Angesichts des Abgangs von Nikola Mirotić und der Wechselabsichten von Anthony Davis hatte Wood die Möglichkeit, das erste Mal in seiner NBA-Karriere eine bedeutende Rolle innerhalb einer Mannschaft einzunehmen. Am 24. März gab Wood sein Debüt für die Pelicans, er erzielte sieben Punkte in einer rund achtminütigen Einsatzzeit. Zwei Tage später, am 26. März, zeigte Wood das beste Spiel seiner bisherigen Karriere, er erzielte 23 Punkte (7/9 aus dem Feld, 1/3 Dreier, 8/14 Freiwürfe), 9 Rebounds, 6 Blocks, 3 Ballgewinne und einen Assist in knapp 32 Minuten Einsatzzeit. Allerdings endete die Partie gegen die Atlanta Hawks mit einer Niederlage. Trotz seiner guten Leistungen wurde Wood am 15. Juli 2019 von den Pelicans entlassen.

### Detroit Pistons (2019 bis 2020)
Am 17. Juli 2019 nahmen die Detroit Pistons Wood unter Vertrag.
Nachdem Andre Drummond am 6. Februar 2020 an die Cleveland Cavaliers abgegeben worden war, wurde Wood mit erheblich mehr Spielzeit ausgestattet. In den 13 Spielen, die von Drummonds Weggang bis zu dem Abbruch der Saison ausgetragen wurden, erzielte Wood im Durchschnitt 22,8 Punkte (56,2 % Feldwurfquote und 40 % Dreipunktwurfquote), 9,9 Rebounds und 2 Assists je Spiel.
Am 14. März 2020 wurde bei Wood eine Ansteckung mit der Krankheit COVID-19 festgestellt. Am 7. März 2020 kam er gegen Utah Jazz auf 30 Punkte und 11 Rebounds. Sein Gegenspieler war dabei der Franzose Rudy Gobert, einer der besten Verteidiger der NBA.

### Houston Rockets (2020 bis 2022)
In einem Tauschgeschäft zwischen den Detroit Pistons und den Houston Rockets, welches einen Vertragsabschluss und anschließenden Transfer beinhaltete, unterschrieb Wood am 24. November 2020 einen Dreijahresvertrag bei den Texanern. Houston gab Trevor Ariza sowie die Draftrechte für Isaiah Stewart, ein Draftauswahlrecht im Jahr 2027 an Detroit ab, des Weiteren wurden Geldmittel überwiesen. Die Pistons wiederum überließen den Texanern neben Wood auch zwei Auswahlrechte (erste und zweite Runde) für das Draftverfahren 2021.
Am 26. Dezember 2020 gab er sein Debüt für die Texaner, er erzielte 31 Punkte, 13 Rebounds, 3 Assists und einen Block in einer 126:128-Niederlage gegen die Portland Trail Blazers. Im Gespann mit James Harden kam er in dieser Begegnung auf 75 Punkte, 20 Assists und 17 Rebounds.

### Dallas Mavericks (2022 bis 2023)
Am 24. Juni 2022 wurde Wood nach zwei Saisons bei den Houston Rockets im Wechsel für Boban Marjanović, Trey Burke, Marquese Chriss, Sterling Brown und den Draftrechten an Wendell Moore Jr. zu den Dallas Mavericks getauscht.
Am 25. Dezember 2022, in seinem ersten Christmas Game, erzielte Wood 30 Punkte, 8 Rebounds, 7 Assists, 4 Steals und 2 Blocks und führte die Mavericks damit, zusammen mit seinem neuen Mitspieler Luka Doncić, zu einem 124:115-Sieg gegen die Los Angeles Lakers.

### Los Angeles Lakers (2023 bis 2025)
Im September 2023 einigte sich Wood mit den Los Angeles Lakers auf einen Zweijahresvertrag. Am 24. Oktober 2023 gab er sein Debüt gegen die Denver Nuggets und erzielte 7 Punkte. Wood spielte bis Februar 2025 für die Kalifornier.

## Statistiken

### NBA
| Jahr    | Team         | GP  | GS  | MPG  | FG % | 3P % | FT % | RPG  | APG | SPG | BPG | PPG  |
| ------- | ------------ | --- | --- | ---- | ---- | ---- | ---- | ---- | --- | --- | --- | ---- |
| 2015–16 | Philadelphia | 17  | 0   | 8.5  | .415 | .364 | .619 | 2.2  | 0.2 | 0.3 | 0.4 | 3.6  |
| 2016–17 | Charlotte    | 13  | 0   | 8.2  | .522 | .000 | .733 | 2.2  | 0.2 | 0.2 | 0.5 | 2.7  |
| 2018–19 | Milwaukee    | 13  | 0   | 4.8  | .480 | .600 | .667 | 1.5  | 0.2 | 0.0 | 0.0 | 2.8  |
| 2018–19 | New Orleans  | 8   | 2   | 23.6 | .533 | .286 | .756 | 7.9  | 0.8 | 0.9 | 1.3 | 16.9 |
| 2019–20 | Detroit      | 62  | 12  | 21.4 | .567 | .386 | .744 | 6.3  | 1.0 | 0.5 | 0.9 | 13.1 |
| 2020–21 | Houston      | 41  | 41  | 32.3 | .514 | .374 | .631 | 9.6  | 1.7 | 0.8 | 1.2 | 21.0 |
| 2021–22 | Houston      | 68  | 67  | 30.8 | .501 | .390 | .623 | 10.1 | 2.3 | 0.8 | 1.0 | 17.9 |
| 2022–23 | Dallas       | 67  | 17  | 25.9 | .515 | .376 | .772 | 7.3  | 1.8 | 0.4 | 1.1 | 16.6 |
| 2023–24 | LA. Lakers   | 50  | 1   | 17.4 | .466 | .307 | .702 | 5.1  | 1.0 | 0.3 | 0.7 | 6.9  |
| Gesamt  | Gesamt       | 339 | 140 | 23.2 | .514 | .372 | .694 | 7.0  | 1.4 | 0.5 | 0.9 | 13.6 |

## Erfolge
1× Gewinner des NBA In-Season Tournaments: 2023